# 堂島駅
堂島駅（どうじまえき）は、福島県会津若松市河東町堂島字京丁前乙（きょうていまえおつ）にある、東日本旅客鉄道（JR東日本）磐越西線の駅である。
朝夕の一部と日中の1本を除き普通列車も通過し、利用できる列車は上下5往復の気動車列車のみである。かつては日橋川「川の祭典」花火大会開催時に運転される臨時列車は電車で運行され、当駅に停車していた。

## 歴史
1934年（昭和9年）に、気動車が会津地方に投入されて短区間で運転されるようになり、これに伴ってバスへの対抗を兼ねて駅を増設することになり、設置された駅である。この関係で長距離を運行する列車は通過し、区間運転の列車のみが停車する駅である。同様の駅は、戦時中の石油消費規制により気動車が一度廃止された際に一緒に廃止になったり、存続したものでも戦後の運行形態の変化により全列車が停車する通常の駅に変化したりしたが、会津若松 - 喜多方間には当初の運行形態のまま、一部の列車のみが停車する駅が残存している。

### 年表
- 1934年（昭和9年）11月1日：鉄道省の駅として開業[3]。
- 1987年（昭和62年）4月1日：国鉄分割民営化により、東日本旅客鉄道の駅となる[6]。
- 2012年（平成24年）3月17日：ダイヤ改正により電車の一部が気動車化に伴い、日中1往復が追加停車する。
- 2024年（令和6年）10月1日：えきねっとQチケのサービスを開始[1][7]。

## 駅構造
単式ホーム1面1線を有する地上駅である。駅舎やトイレの設置はないが、ホーム上に待合室が設けられている。
あいづ統括センター（会津若松駅）管理の無人駅である。

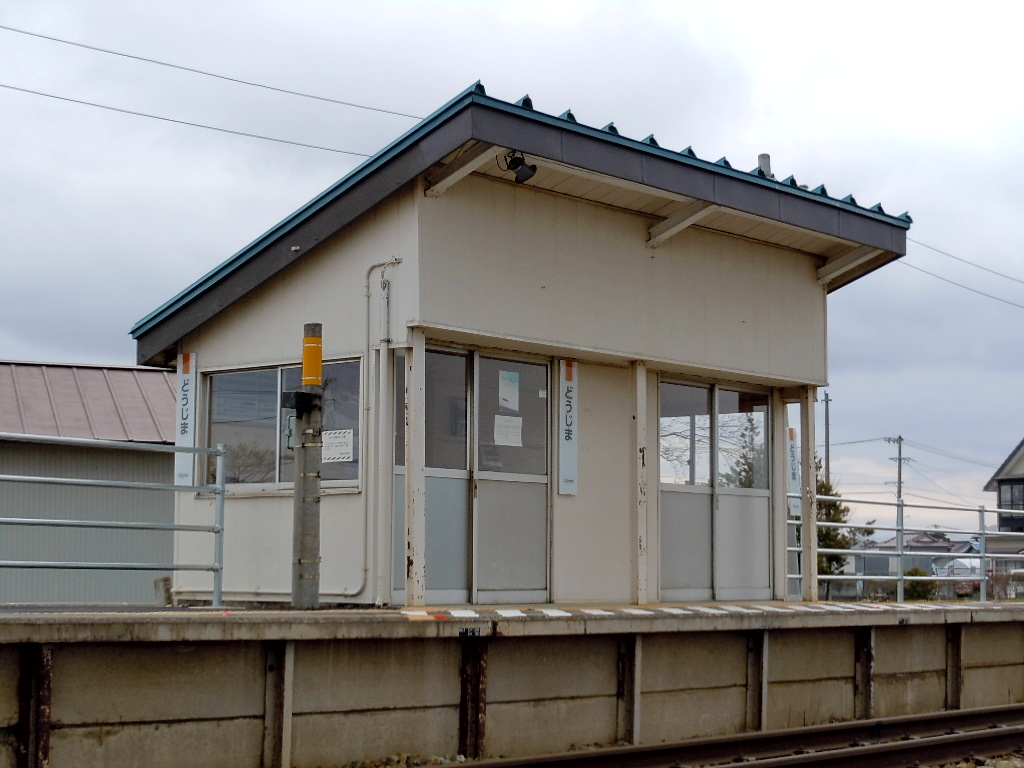
待合室外観（2010年4月）
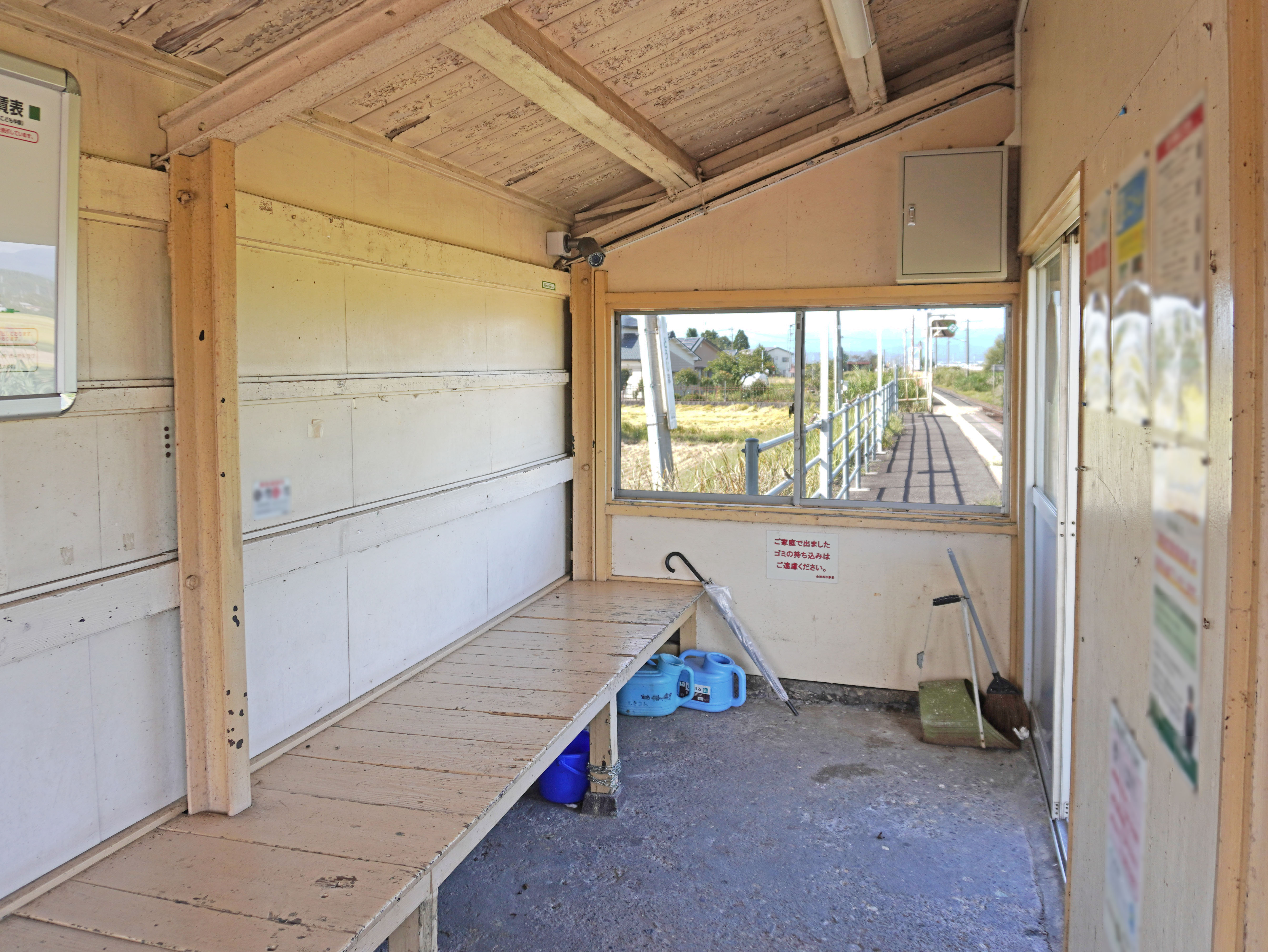
待合室内（2022年9月）
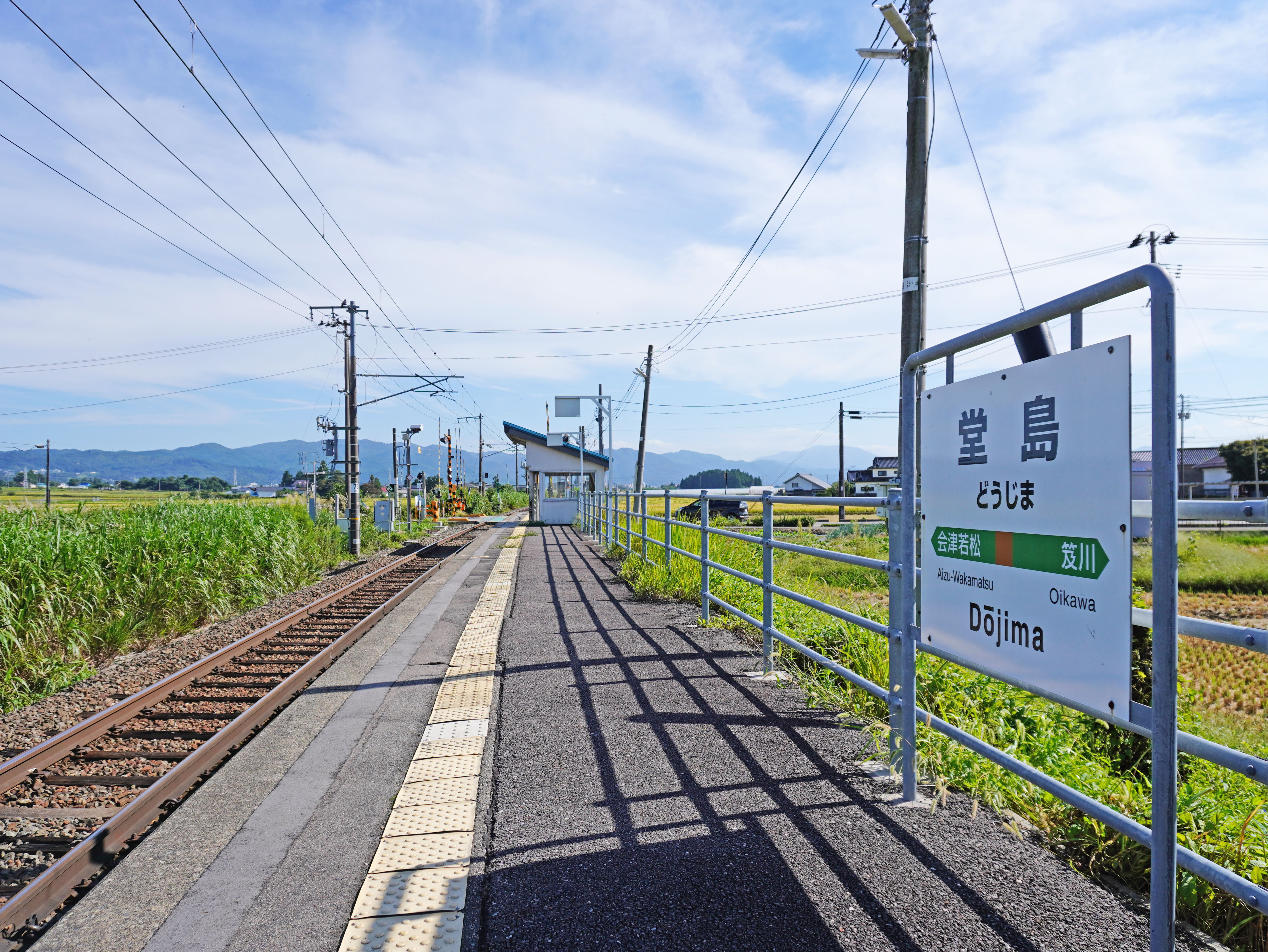
ホーム（2022年9月）

## 利用状況
「福島県統計年鑑」によると、2000年度（平成12年度）- 2004年度（平成16年度）の1日平均乗車人員の推移は以下のとおりであった。
| 乗車人員推移       | 乗車人員推移     | 乗車人員推移 |
| 年度               | 1日平均 乗車人員 | 出典         |
| ------------------ | ---------------- | ------------ |
| 2000年（平成12年） | 22               | [ 8 ]        |
| 2001年（平成13年） | 22               | [ 9 ]        |
| 2002年（平成14年） | 27               | [ 10 ]       |
| 2003年（平成15年） | 30               | [ 11 ]       |
| 2004年（平成16年） | 33               | [ 12 ]       |

## 駅周辺
駅周辺は田園地帯となっている。また、両隣の会津若松駅や笈川駅よりも2駅郡山寄りの広田駅の方が約2キロメートルと近い。これは、郡山駅より伸びる磐越西線が広田駅から南に下がり、会津若松駅でスイッチバックして北上するため並行するような形となっているためである。
- 堂島郵便局
- 福島県立医科大学会津医療センター
- 国道121号
- 福島県道33号会津坂下河東線
- 会津縦貫北道路 湯川南インターチェンジ
- 会津若松消防署十文字出張所

## 隣の駅
東日本旅客鉄道（JR東日本）
■磐越西線（一部列車のみ停車）
会津若松駅 - 堂島駅 - 笈川駅